# Kölner Stadt-Anzeiger

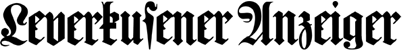
Leverkusener Anzeiger, Ableger des Kölner Stadt-Anzeigers

Der Kölner Stadt-Anzeiger (KStA) ist die Tageszeitung mit der höchsten Auflage im Großraum Köln. Das werktäglich erscheinende regionale Blatt gehört zur DuMont Mediengruppe. Die ehemalige Konkurrenzzeitung Kölnische Rundschau wurde 1999 übernommen, behielt aber eine eigenständige Redaktion unter dem Herausgeber Helmut Heinen. Die gemeinsam mit der Kölnischen Rundschau ausgewiesene verkaufte Auflage betrug im zweiten Quartal 2022 144.532 Exemplare, ein Minus von 65,6 Prozent seit 1999.

## Format der Zeitung
Der Kölner Stadt-Anzeiger erschien über viele Jahre im sogenannten Berliner Format mit einer Blattgröße von 315 mal 470 Millimetern. Mit der Aufgabe des eigenen Druckhauses und Vergabe des Drucks an die Mittelrhein-Verlag in Koblenz erscheint das Blatt ab Herbst 2023 leicht vergrößert im Rheinischen Format mit einer Blattgröße von 325 mal 480 Millimetern. Der Stadt-Anzeiger erscheint in fünf Lokalausgaben für Köln (Köln-Nord, Köln-Ost, Köln-Porz, Köln-Süd, Köln-West); außerdem erscheinen folgende Lokalausgaben für das Kölner Umland: Köln-Land (Frechen, Pulheim, östlicher Teil des Rhein-Erft-Kreises); Rhein-Erft (Bergheim, Kerpen, westlicher Teil des Rhein-Erft-Kreises); Rhein-Erft (Erftstadt, Brühl, südlicher Teil des Rhein-Erft-Kreises); Euskirchen; Euskirchener Land und Eifel (Schleiden); Rhein-Berg (Bergisch Gladbach); Rhein-Wupper (Leichlingen, Burscheid); der Leverkusener Anzeiger für Leverkusen, der Rhein-Sieg-Anzeiger für den (rechtsrheinischen) Rhein-Sieg-Kreis um Siegburg sowie der Oberbergische Anzeiger für den Oberbergischen Kreis. Bei dem Namen nach lokalbezogenen Titeln handelt es sich um Kopfblätter.
Vom 1. Oktober 2004 bis Ende 2006 erschien montags bis freitags neben dem klassischen Kölner Stadt-Anzeiger auch die kleinere kompakte Form, Direkt, im Tabloid-Format. Diese Zeitung richtete sich vor allem an eine jüngere Zielgruppe und setzte andere Schwerpunkte als das Mutterblatt. Seit Dezember 2010 gibt es eine eigene Ausgabe für den Tablet-Computer iPad, seit Dezember 2011 auch für solche mit dem Betriebssystem Android.

## Aufbau der Zeitung
Der Kölner Stadt-Anzeiger umfasst in der Woche (außer samstags/sonntags) normalerweise etwa 32 bis 36 Seiten. Das erste Buch der Zeitung ist der Hauptteil mit Politik, der Meinungs- sowie der Land/Region-Seite, es schließt sich als zweites der Wirtschaftsteil mit einer Seite Panorama an, gefolgt vom Sport, der sich mit den Ressorts Medien und Kultur ein gemeinsames Buch teilt.
Vierter Teil sind die Lokalnachrichten aus Köln, dienstags und donnerstags schließt sich zuletzt die Rubrik „Quer durch Köln“ an, in der über das Geschehen in den einzelnen Stadtteilen berichtet wird. Die Themenauswahl im Lokalteil ist bunt gefächert und richtet sich an alle Zielgruppen. Donnerstags erscheint zudem die Rubrik „Junge Zeiten“, eine einzelne Seite von und für junge Erwachsene. Der fünfte Teil enthält je nach Ausgabe die unterschiedlichen lokalen Nachrichten aus den einzelnen Bereichen.
Seit 2006 enthält der Stadt-Anzeiger zusätzlich das Magazin im Tabloid-Format mit Unterhaltung, Lebenshilfe, Kino- und Fernsehprogramm. Es hat werktags 16, in der Wochenendausgabe 32 Seiten. Donnerstags gibt es eine 16-seitige Beilage mit allen regionalen Veranstaltungsterminen der kommenden sieben Tage. Jeden Freitag liegt dem Kölner Stadt-Anzeiger das Wochenmagazin prisma bei, welches das Fernsehprogramm für die nachfolgende Woche enthält. Die Wochenendausgabe des Kölner Stadt-Anzeigers hat zusätzlich einen umfangreichen Kleinanzeigenteil. Er beginnt mit den zwei redaktionellen Seiten „Auto/Motor“.

## Geschichte

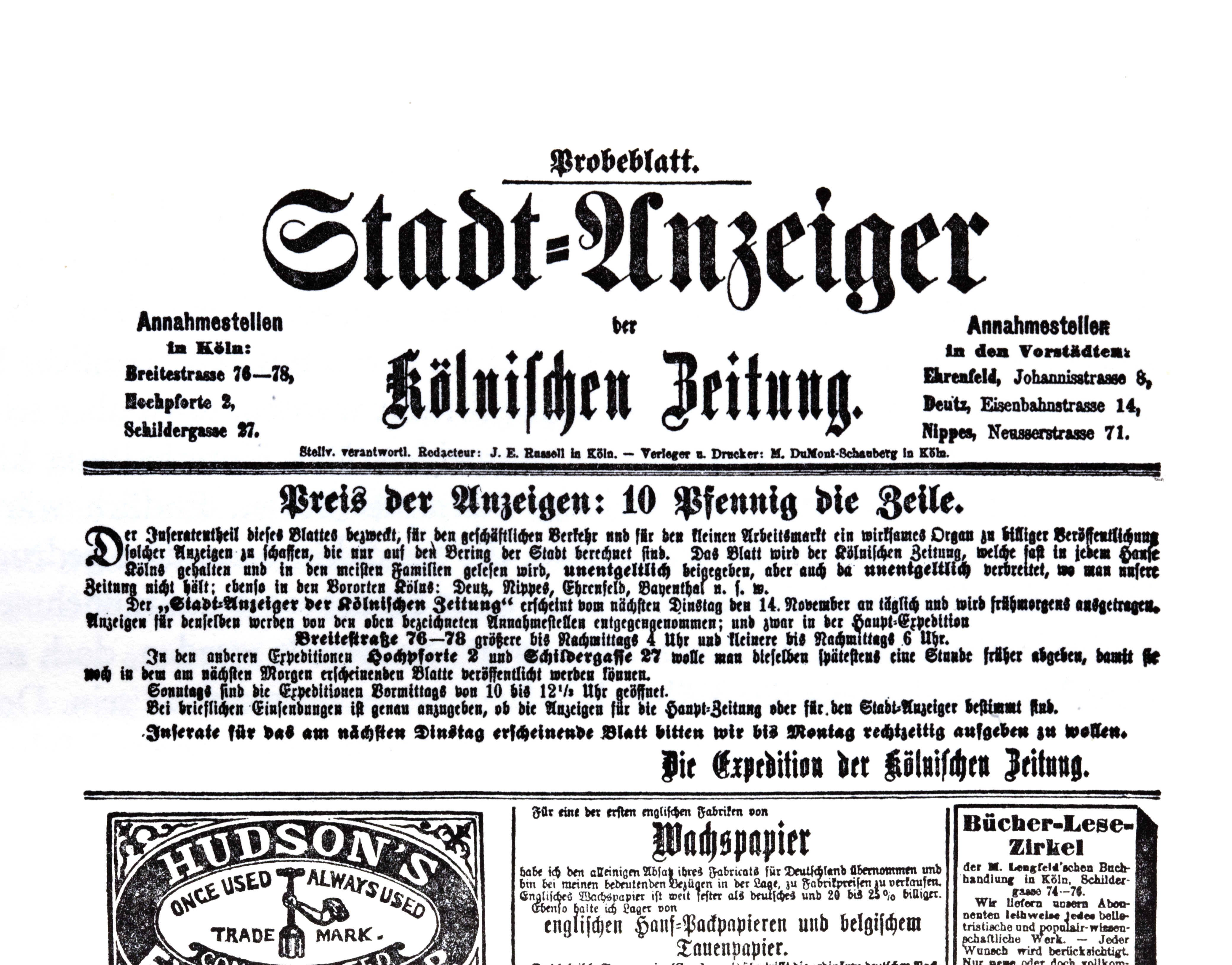
Erstausgabe des Kölner Stadt-Anzeigers mit einer Titelseite voller Kleinanzeigen (14. November 1876)

Der Stadt-Anzeiger als Lokalausgabe „Nr. 310“ der Kölnischen Zeitung mit Wahlaufrufen der Liberalen Partei (8. November 1881)

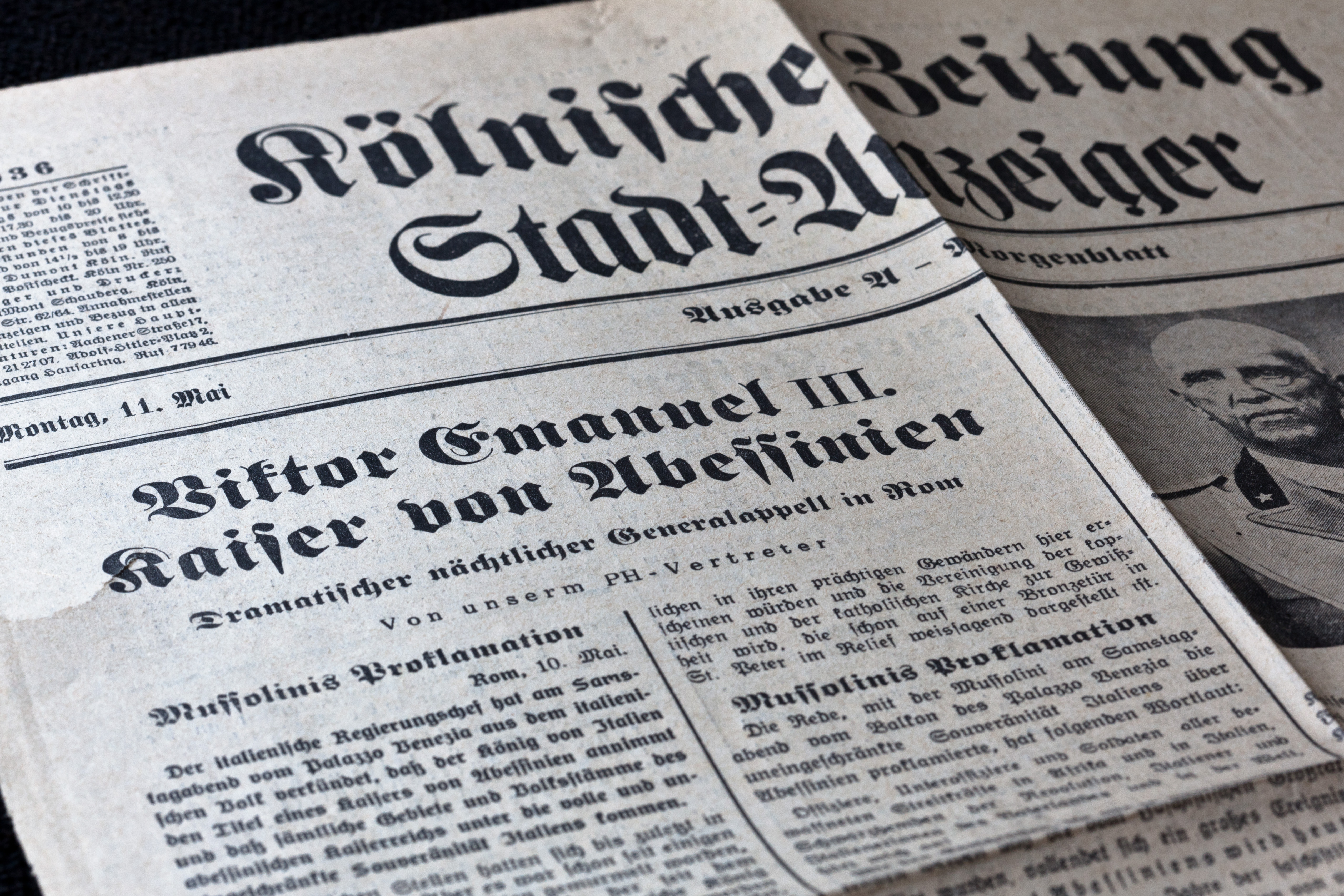
Kölnische Zeitung – Stadt-Anzeiger in Mussolini-Begeisterung (11. Mai 1936)

Der Kölner Stadt-Anzeiger erschien erstmals in einer Auflage von 30.000 Exemplaren am 14. November 1876 als regionale Werbebeilage zur überregional erscheinenden Kölnischen Zeitung und wurde zudem als kostenlose Postwurfsendung an Kölner Haushalte geliefert. Strategisch war diese zunächst nur als Zusatzblatt geplante Publikation eine Antwort auf den Erfolg eines im Jahr zuvor gegründeten, vorwiegend aus lokalen Inseraten bestehenden General-Anzeigers der Stadt Köln des Aachener Zeitungsverlegers Joseph La Ruelle, die infolge des Konkurrenzdrucks jedoch noch im Jahr 1876 ihr Erscheinen einstellen musste (dies ist nicht zu verwechseln mit dem viel später entstandenen Bonner General-Anzeiger).
Gegen Ende des Zweiten Weltkrieges mussten beide Zeitungen ihr Erscheinen einstellen; die Kölnische Zeitung verschwand für immer.
Im Oktober 1949 erschien der Kölner Stadt-Anzeiger erneut. Nach hartem Wettbewerb entwickelte er sich bis Ende der 1950er Jahre zur führenden Zeitung der Kölner Region. Seit 1960 war Alfred Neven DuMont alleiniger Herausgeber des Kölner Stadt-Anzeigers. Seit 1962 erscheint der Name der Kölnischen Zeitung aus Traditionsgründen als ein Untertitel des Kölner Stadt-Anzeigers. 1964 wurden Mitarbeiter des Kölner Stadt-Anzeigers, darunter Christoph von Imhoff, bis 1964 Leiter des Ressorts Außenpolitik, wegen einer Fotomontage mit dem Schah Pahlavi wegen Beleidigung eines ausländischen Staatsoberhauptes nach dem „Schah-Paragraf“ zu Geldstrafen verurteilt.
Chefredakteur des Blattes war von 2017 bis 2023 Carsten Fiedler als Nachfolger von Peter Pauls. Sein Vertreter war Lutz Feierabend.
Im März 2014 kündigte das Blatt an, vier Lokalredaktionen aus Kostengründen mit der Kölnischen Rundschau zusammenzulegen. Betroffen sind die Redaktionen der Kreise Rhein-Erft, Rhein-Berg, Rhein-Sieg und Euskirchen/Eifel; insgesamt dreißig Redakteursstellen sollten gestrichen werden. Zusätzlich wurde beabsichtigt, die restlichen 67 Lokalredakteure in eine Gesellschaft ohne Tarifbindung auszulagern. Die Kostenersparnis der Umstrukturierungen wurde mit 4 Millionen Euro veranschlagt.
Im Herbst 2017 verhängte das Bundeskartellamt eine Geldstrafe von 16 Millionen Euro gegen die DuMont-Mediengruppe. Grund waren unerlaubte Vertriebs- und Gebietsabsprachen zwischen dem Kölner Stadt-Anzeiger und dem Bonner General-Anzeiger in den Jahren 2000 bis 2016. Die beiden Zeitungen hatten zur Vermeidung von gegenseitigem Wettbewerb ihre Verbreitungsgebiete im Bonner Raum untereinander geheim aufgeteilt.
Der Kölner Stadt-Anzeiger bezog seine überregionalen Inhalte ab April 2010 von der DuMont-Redaktionsgemeinschaft und bezieht sie seit Oktober 2018 vom RedaktionsNetzwerk Deutschland.
Im Sommer 2024 entließ der Stadt-Anzeiger seine Magazinredaktion, die Inhalte werden seitdem extern produziert.

## Bekannte Elemente
Einige Elemente des Kölner Stadt-Anzeigers wurden durchgängig über mehrere Jahrzehnte publiziert und trugen so prägend zum Bild der Zeitung bei. Von 1954 bis 2012 druckte die Zeitung wöchentlich Oskar, der freundliche Polizist. Der etwas rundliche Polizeibeamte mit Schnauzbart und grüner Uniform erschien über 50 Jahre lang in Form einer kurzen Bildergeschichte für Kinder. Zeichner war Otto Schwalge (1921–2012).
Von Horst Schubert (1922–2008) stammt die Glosse „Colonius“. Zwischen 1960 und 2008 erschienen fast 11.000-mal seine Alltagsbetrachtungen in einspaltigem Satz.

### Chefredakteure seit 1989
- 1989–1993 Hans-Joachim Deckert
- 1993–1997 Dieter Jepsen-Föge
- 1997–1999 Martin E. Süskind
- 1999–2000 Thomas Meyer
- 2000–2009 Franz Sommerfeld
- 2009–2016 Peter Pauls
- 2017–2023 Carsten Fiedler
- seit 1. November 2023 kommissarisch Christian Hümmeler[15]
- seit 1. November 2024 Gerald Selch[16]

## Auflage und Reichweite
Die Auflage des Kölner Stadt-Anzeigers wird seit 1999 gemeinsam mit der Kölnischen Rundschau ausgewiesen. In den vergangenen Jahren haben die beiden Zeitungen erheblich an Auflage eingebüßt. Die verkaufte Auflage ist in den vergangenen 10 Jahren um durchschnittlich 6,3 % pro Jahr gesunken. Im vergangenen Jahr hat sie um 8,4 % abgenommen. Sie beträgt gegenwärtig 144.532 Exemplare. Der Anteil der Abonnements an der verkauften Auflage liegt bei 91,5 Prozent.
| 1998   | 1999   | 2000   | 2001   | 2002   | 2003   | 2004   | 2005   | 2006   | 2007   | 2008   | 2009   | 2010   | 2011   | 2012   | 2013   | 2014   | 2015   | 2016   | 2017   | 2018   | 2019   | 2020   | 2021   | 2022   | 2023   | 2024   |
| ------ | ------ | ------ | ------ | ------ | ------ | ------ | ------ | ------ | ------ | ------ | ------ | ------ | ------ | ------ | ------ | ------ | ------ | ------ | ------ | ------ | ------ | ------ | ------ | ------ | ------ | ------ |
| 284391 | 419667 | 404054 | 404412 | 394316 | 386298 | 375085 | 357304 | 351346 | 341667 | 336956 | 333263 | 329108 | 320995 | 310856 | 303558 | 289616 | 280004 | 265738 | 254726 | 241661 | 230583 | 222932 | 197579 | 182141 | 164804 | 150984 |

1998 nur Kölner Stadt-Anzeiger; ab 1999 Kölner Stadt-Anzeiger plus Kölnische Rundschau
Gegen den Trend in der deutschen Tageszeitungslandschaft hat der KStA in der ersten Jahreshälfte 2019 nach der Medienanalyse Tageszeitungen (MA) bei der täglichen Reichweite der Zeitung um zwei Prozent zugelegt.

## Auszeichnungen für Journalisten und Redaktion (Auswahl)

### 2023
2023 Journalisten des Jahres
Das Medium Magazin kürte Carsten Fiedler und seine Kollegin Sarah Brasack zu Journalisten des Jahres in der Kategorie „Chefredaktion regional“

### 2022
Theodor-Wolff-Preis für das deutschlandweit beste lokale Digitalprojekt
Video-Format Flutprotokolle, eine gemeinsame Aktion der Redaktionen von Kölnischer Rundschau und Kölner Stadt-Anzeiger

### 2021
Wächterpreis der deutschen Tagespresse
2. Preis: Christian Parth und Axel Spilcker für ihre siebenteilige Serie über Strukturen, Macht und Arbeitsweise der sogenannten Clans in Nordrhein-Westfalen.

### 2014
Wächterpreis der deutschen Tagespresse
2. Preis: Peter Berger und Joachim Frank für ihre Berichterstattung über den Umgang der katholischen Kirche mit vergewaltigten Frauen. Im Januar 2013 war einer betroffenen Frau in zwei katholischen Kliniken in Köln die Pille danach verweigert worden.

### 2013
Die iPad-App des Kölner Stadt-Anzeigers wurde im Oktober 2013 vom US-Marktforschungsunternehmen McPheters & Company zu einer der neun besten Zeitungs-Apps der Welt gekürt. Damit ist die KStA-App die einzige deutschsprachige Anwendung auf der Gewinnerliste. Für das Ranking wurden weltweit rund 11.000 Medien-Apps begutachtet.

### 2011
Wächterpreis der deutschen Tagespresse
2. Preis: Andreas Damm und Detlef Schmalenberg, Journalisten des Kölner Stadt-Anzeigers, „brachten relevante und bisher unbekannte Details zum Einsturz des Kölner Stadtarchivs ans Tageslicht“

### 2010
Theodor-Wolff-Preis
Detlef Schmalenberg erhielt den Journalistenpreis in der Kategorie »Lokales« für den Beitrag „Das Milliarden-Puzzle“, erschienen im Kölner Stadt-Anzeiger am 31. Dezember 2009.

### 2003
Wächterpreis der deutschen Tagespresse
1. Preis für die Redaktion des Kölner Stadt-Anzeiger für „Recherchen zum Kölner Müllverbrennungsskandal“

## Online-Fernsehen „ksta.tv“

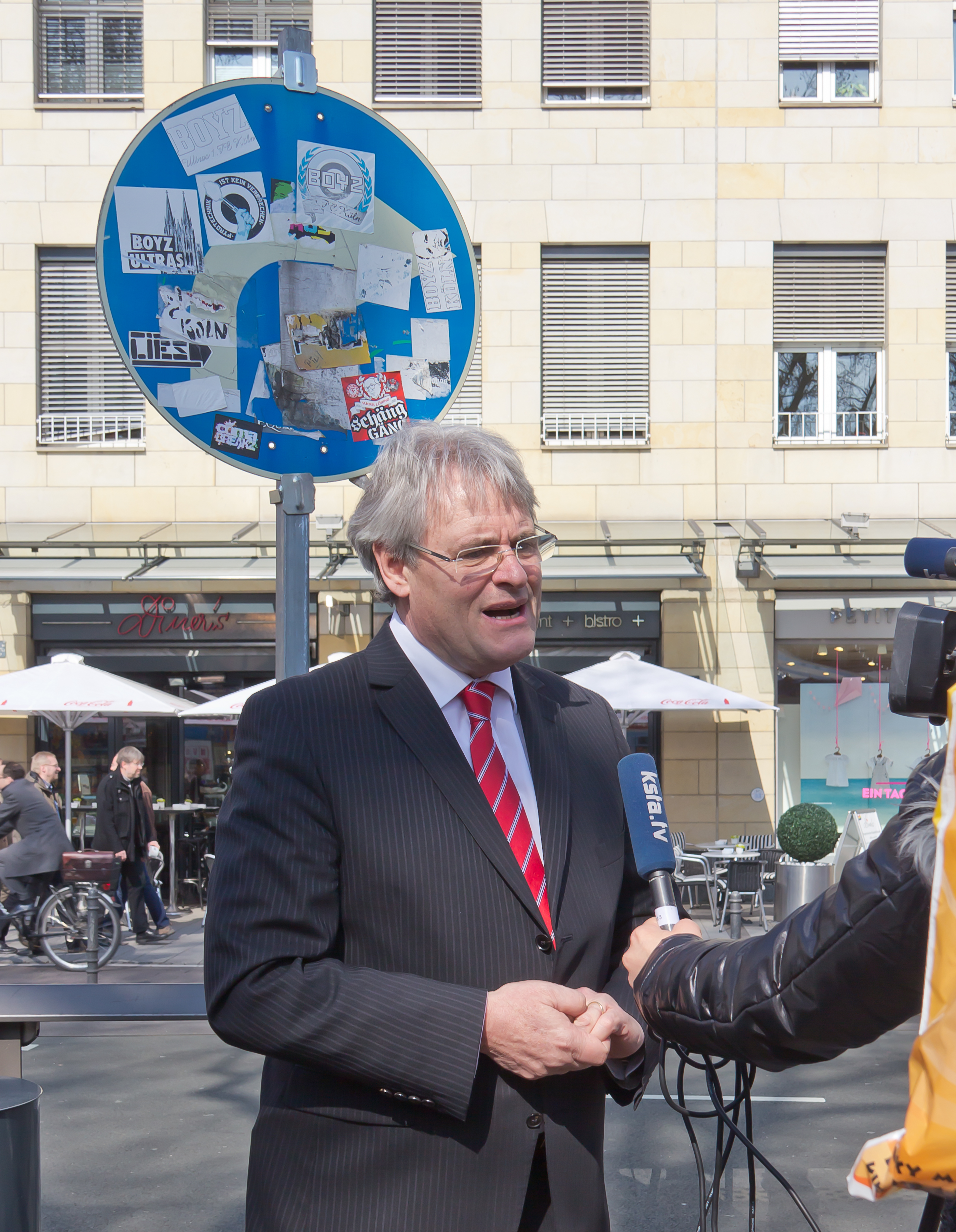
Kölns Stadtdirektor Guido Kahlen wird von ksta.tv zur Initiative „Klebt Euch nicht zu!“ gegen „wildes Bekleben“ interviewt

Im Mai 2006 startete der Kölner Stadt-Anzeiger sein Online-Fernseh-Angebot ksta.tv. Dort können die Benutzer Videos zu aktuellen Ereignissen aus Politik, Kultur, Unterhaltung und Sport sehen. Zusätzlich nutzte der Kölner Stadt-Anzeiger Videos der niederländischen Firma „ZoomIn“, die auf Material der Nachrichtenagentur AP zurückgreift. Inzwischen decken Filme der Nachrichtenagentur Reuters überregionale Themen ab. Im November 2006 erweiterte das Blatt sein Online-TV-Angebot um selbstproduzierte lokale Beiträge und mehrere eigene Videoformate. 2008 kam die Rubrik „Schlauberger“ hinzu. Die von Oliver Steinebach produzierten Videos behandeln Kölner Rätsel und Besonderheiten, die zum Teil von Zuschauern/Usern eingereicht werden. „Schlauberger“ war das erste Format von ksta.tv, das auch vom gedruckten Lokalteil aufgegriffen wurde.

## kalaydo.de
Von 2006 bis 2015 war der Kölner Stadt-Anzeiger am Online-Anzeigenportal kalaydo.de beteiligt.

## Ein Buch für die Stadt
Zusammen mit dem Literaturhaus Köln veranstaltet der Stadt-Anzeiger seit 2003 die Aktion Ein Buch für die Stadt zur Förderung der Literatur und des Literaturverständnisses in Köln und der Region zwischen Eifel und Bergischem Land. Das von den Initiatoren im Frühjahr/Sommer ausgewählte Buch wird Gegenstand zahlreicher Veranstaltungen im Herbst des Jahres.